# Шмулер, Александр Лейбович
Александр Лейбович Шмулер (в эмиграции Шмуллер, нем. Alexander Schmuller; 5 декабря 1880, Мозырь — 29 марта 1933, Амстердам) — русский и нидерландский скрипач, дирижёр и музыкальный критик еврейского происхождения.

## Биография
Родился 22 ноября (по старому стилю) 1880 года в Мозыре Минской губернии, в семье из Лиды Виленской губернии. Учился в Праге у Отакара Шевчика, затем в 1900—1904 годах в Московской консерватории у Ивана Гржимали и в 1904—1908 годах в Петербургской консерватории у Леопольда Ауэра. Как музыкальный критик публиковался в ежегоднике «Музыкальный альманах», журнале «Театр и искусство», «Речи» и «Петербургской  газете».
С 1908 года преподавал в берлинской Консерватории Штерна. Много выступал в ансамбле с Максом Регером и в дальнейшем, как вспоминала Мария Юдина, принадлежал к числу главных пропагандистов его музыки, в том числе в ходе гастролей в СССР в 1923—1924 годах. В целом репертуар Шмуллера был весьма широк — так, в ходе одного выступления он мог сыграть скрипичные концерты Диттерсдорфа и Дариуса Мийо или сонаты Жана-Батиста Сенайе и Ивана Крыжановского, критикой были отмечены его исполнения концертов Ферруччо Бузони и Рудольфа Менгельберга.
С 1914 года преподавал в Амстердамской консерватории, регулярно выступал как солист с Оркестром Концертгебау, с 1926 года выступал с ним же как дирижёр, был дружен с Виллемом Менгельбергом, который иногда даже аккомпанировал ему на фортепиано. С 1920 года вместе с Леонидом Крейцером выступал в организованном Иосифом Прессом в Амстердаме «Новом русском трио». В 1928—1930 годах возглавлял Роттердамский филармонический оркестр. 
Выступал в прессе по вопросам музыки — в частности, в 1922 году инициировал дискуссию в нидерландских газетах, резко высказавшись на страницах одной из них против практики музыкантов играть для заработка в кино и ресторанах. Посмертно вышел сборник статей и заметок Шмуллера «О музыке и музыкантах» (нидерл. Over muziek en musici; 1933).
Похоронен на еврейском кладбище Мёйдельберг (Гойсе-Мерен).

## Семья
- Родители — Лейб Шлиомович (Файвуш-Лейб Шлёмович) Шмулер (22 ноября 1852, Лида — ?) и Марьям Шмулер (1852—?).
- Жена (с 1913 года) — Рейза (Розалия) Иосифовна Шмулер (1877—?).